# 日本ゲノム微生物学会
日本ゲノム微生物学会（にほんげのむびせいぶつがっかい、英称: Society of Genome Microbiology, Japan、略称:SGMJ）は、2007年に発足した、ゲノム微生物学及びその関連分野の学会である。

## 概要
「基礎生物学，細胞分子生物学，生化学，医学，農学，薬学，生物工学など微生物科学に関する基礎から応用までの広範な学問領域の研究者の参加により，研究交流，研究発表，研究情報の交換の場の提供を通じて，我が国のゲノム微生物研究の更なる振興を図るとともに若手研究者の育成を行うこと」を目的としている。
総会員数は514名であり（2016年2月末）、基礎から応用まで、理学・医学・工学・農学・環境学・バイオインフォマティクス等の幅広い分野の研究者が参加している。毎年3月に年会を開催している。